# Montiel (Ciudad Real)
Montiel ist ein Ort und eine aus drei räumlich getrennten Teilen bestehende Gemeinde (municipio) mit etwa 1200 Einwohnern im Südosten der historischen Landschaft La Mancha in der zentralspanischen Provinz Ciudad Real der Autonomen Region Kastilien-La Mancha.

## Lage und Klima
Der Ort Montiel liegt zu Füßen eines markanten Burgbergs im Quellgebiet des Río Jabalón in der ansonsten nahezu flusslosen und insgesamt eher trockenen Hochebene der Mancha ca. 185 km (Fahrtstrecke) südöstlich von Toledo bzw. gut 235 km südöstlich von Madrid in einer Höhe von ca. 900 m; die Provinzhauptstadt Ciudad Real liegt ca. 115 km nordwestlich. Das Klima ist meist trocken und warm; der spärliche Regen (ca. 400 mm/Jahr) fällt überwiegend im Winterhalbjahr.

## Wirtschaft
Bis zum Beginn des 19. Jahrhunderts basierte die lokale Wirtschaft auf der traditionellen mediterranen Selbstversorgungs-Landwirtschaft – angebaut wurden Getreide, Oliven und Wein; hinzu kamen Käse und Wolle aus der Viehzucht. Mit dem Bau von Straßen konnten auch überregionale Märkte erschlossen werden. Der wirtschaftliche Primärsektor spielt auch heutzutage eine dominante Rolle.

## Bevölkerungsentwicklung
| Jahr      | 1857 | 1900 | 1950 | 2000 | 2021 |
| Einwohner | 1210 | 1903 | 3009 | 1673 | 1256 |

Infolge der Mechanisierung der Landwirtschaft, der Aufgabe bäuerlicher Kleinbetriebe („Höfesterben“) und der dadurch ausgelösten „Landflucht“ ist die Einwohnerzahl des Ortes in der zweiten Hälfte des 20. Jahrhunderts deutlich gesunken.

## Geschichte
Auf dem Gemeindegebiet wurden prähistorische Kleinfunde gemacht. Im 8. Jahrhundert wurde das Gebiet von den Mauren erobert. Nach erfolgreicher Rückeroberung (reconquista) im Jahr 1226 schenkte Ferdinand III. die Burg und seine Umgebung dem Santiagoorden (siehe Ortswappen), so dass Montiel schließlich zum Hauptort der Ländereien des Campo de Montiel wurde. Im Jahr 1243 erhielt Montiel vom Großmeister des Ritterordens eine Reihe von Privilegien. Die Schlacht von Montiel – ein Nebenschauplatz des Hundertjährigen Krieges – fand am 14. März 1369 in der Stadt statt. Es war auch der Ort, an dem Peter I. von Heinrich II. getötet wurde (23. März 1369).

## Sehenswürdigkeiten
- Das Castillo de La Estrella wurde erstmals von den Mauren im 9. Jahrhundert erbaut. Nach der endgültigen Rückeroberung (reconquista) im frühen 13. Jahrhundert wurde es vom Santiagoorden erneuert.[4]
- Die Iglesia de San Sebastián wurde um die Mitte des 15. Jahrhunderts vom Infanten Enrique de Aragón erbaut, die Weihe erfolgte im Jahr 1474. Das Renaissanceportal auf der Nordseite stammt aus dem Jahr 1643; der Glockenturm (campanario) wurde im 18. Jahrhundert hinzugefügt. Das Kirchenschiff ist gewölbt; der Bereich der Apsis mit einem imposanten Altarretabel ist überkuppelt[5]. Eine ehemals in der Kirche aufbewahrte romanische Madonnenfigur befindet sich heute im Diözesanmuseum von Ciudad Real.
- Die dreischiffige Ermita del Santo Cristo de la Expiración wurde im Jahr 1498 an der Stelle eines zerstörten Vorgängerbaus neu errichtet.[6]
- Die Casa de la Condesa de Calleja ist ein repräsentativer Bau im Stil des Neobarock des ausgehenden 19. Jahrhunderts.[7]
- Die Casa Pretel gehörte im 18. Jahrhundert einer wohlhabenden Familie.[8]

Umgebung
- Ca. 1 km südwestlich des Ortes thronen die spärlichen Ruinen des zu Beginn des 13. Jahrhunderts erbauten Castillo de San Polo auf einer Felskuppe.[9]